# Impatiens turrialbana
Impatiens turrialbana là một loài thực vật có hoa trong họ Bóng nước. Loài này được Donn. Sm. mô tả khoa học đầu tiên năm 1897.